# Hippocampus jayakari
Hippocampus jayakari è un pesce d'acqua salata appartenente alla famiglia Syngnathidae.

## Distribuzione e habitat
Questo pesce è diffuso nel Mar Rosso e nel Mar Arabico. Abita preferibilmente fondali ricchi di vegetazione, specialmente quelli colonizzati da alghe del genere Halophila.

## Riproduzione
È una specie ovovivipara. La femmina, dopo la fecondazione, depone le uova (piccole, dal colore giallo-ambrato) nella tasca posta sul ventre del maschio. Egli coverà le uova fino alla loro schiusa, quando piccoli già formati usciranno dal ventre paterno.